# Budapesti Honvéd (cselgáncs)
A Budapesti Honvéd SE judo-szakosztálya, melynek székhelye a Budapesten XIII. kerületi Tüzér utcában található.

## Szakosztályról
A Budapesti Honvéd Sportegyesület Judo Szakosztálya egyike hazánk legpatinásabb, legeredményesebb judo klubjainak. 1950-ben a honvédtisztek önvédelmi felkészítésének bázisaként került megalapításra. A szakosztály azóta számos világklasszis versenyzőt adott a sportágnak. Napjainkban Toncs Péter mesteredző vezetésével folyik a magas színvonalú szakmai munka, amelyet az országos bajnoki és a nemzetközi érmek száma fémjelez.

### Igazgatók
- Bodrogi Attila 1997 - 2012
- Hadfi Dániel 2013 - 2014
- Gera Tamás 2014 - 2017
- Csizmadia Zoltán 2017- jelenleg is

## Versenyzők
Karakas Hedvig Európa-bajnok, világbajnoki bronzérmes
Özbas Szofi világ- és Európa-bajnoki bronzérmes, ifjúsági olimpiai bajnok, junior Európa-és világbajnok

## Taekwondo szakág
1995. november 1-jével indult el a Budapesti Honvéd Sportegyesület judo termében az első edzés 17 fővel, két kiváló edzővel Kiss Tamás 6. dan és Urbán Balázs 5. danos mesterekkel. Megszűnését követően 2015-ben alakult újjá a szakág Keszei Ádám vezetésével, annyi különbséggel, hogy a Goldstars Sportegyesülettel létrejött fúziónak köszönhetően az edzések helyszínei kiegészültek több soroksári iskolával.